# Ericeia rectifascia
Ericeia rectifascia là một loài bướm đêm trong họ Erebidae.